# محمد سميع
محمد سميع (12 ديسمبر 1984 في باكستان - ) هو لاعب كريكت باكستاني.

## وصلات خارجية
- محمد سميع على موقع إي آس بي آن كريك إنفو (الإنجليزية)